# Wyschenka (Wyschnyzja)
Wyschenka (ukrainisch Виженка; russisch Виженка Wischenka, rumänisch Vijnicioara, deutsch bis 1918 Wiżenka) ist ein Dorf im Westen der ukrainischen Oblast Tscherniwzi mit etwa 1300 Einwohnern (2001).

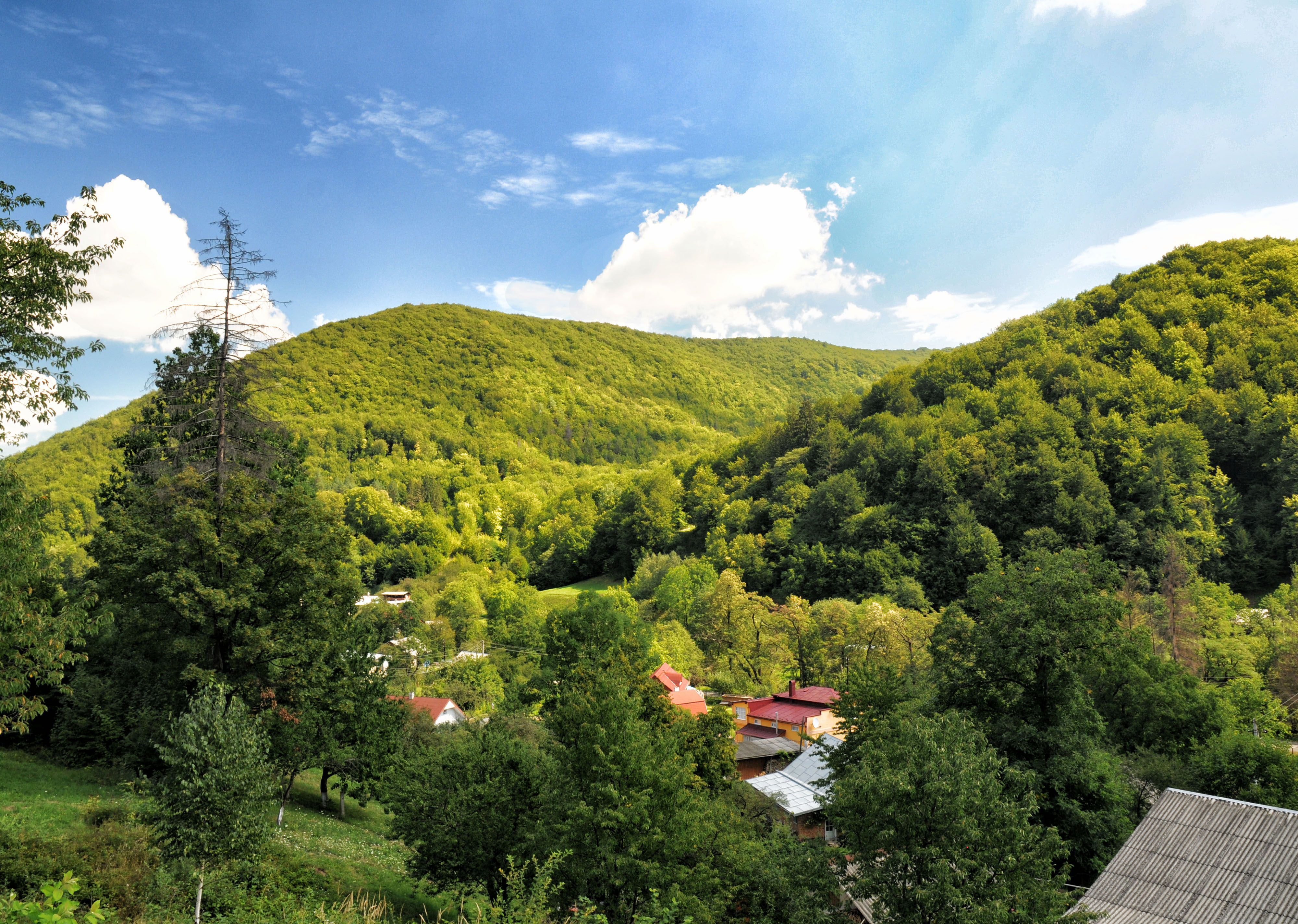
Blick ins Dorf mit umgebenen Bergen

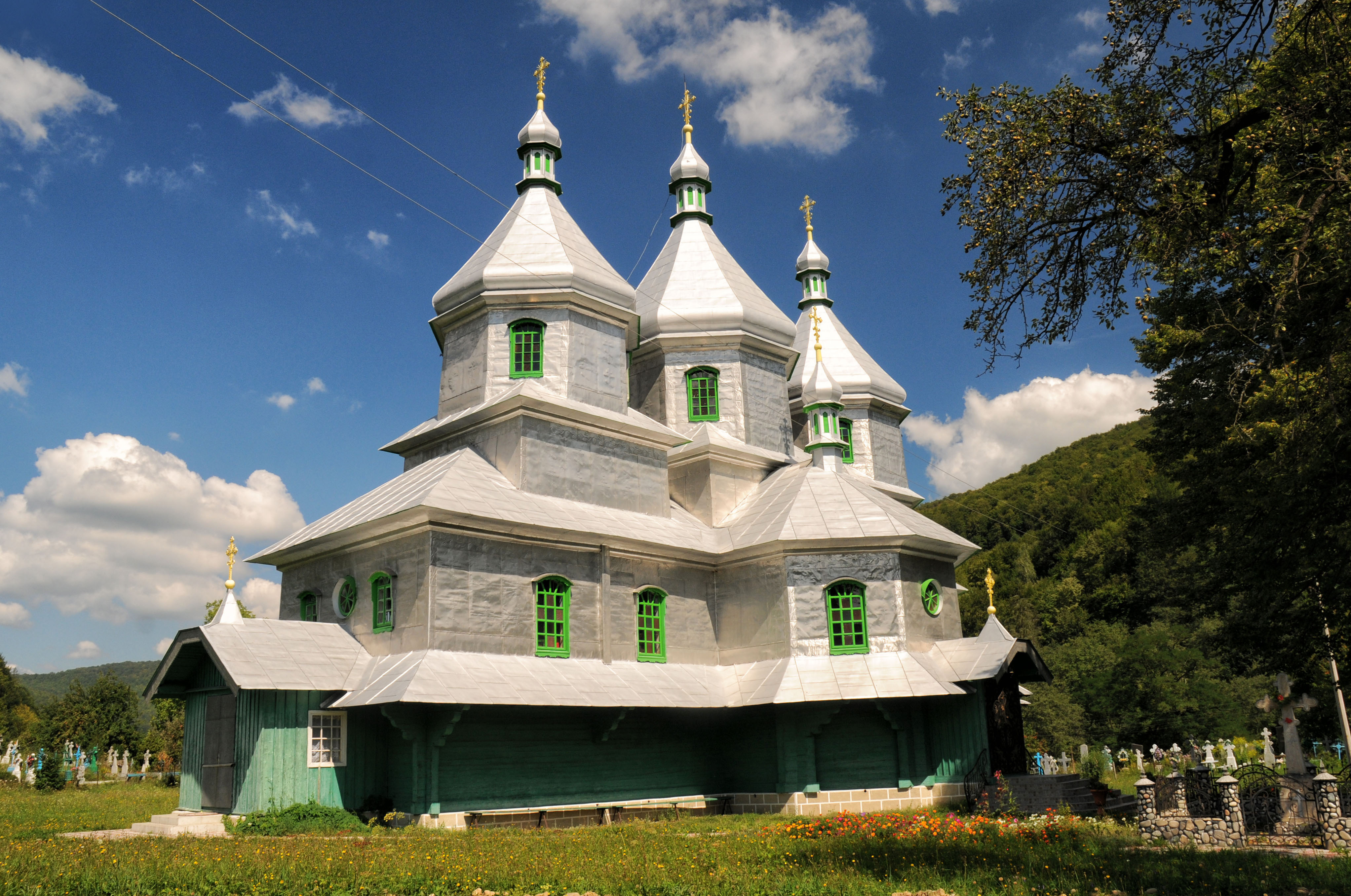
Hölzerne St.-Nikolaus-Kirche im Dorf

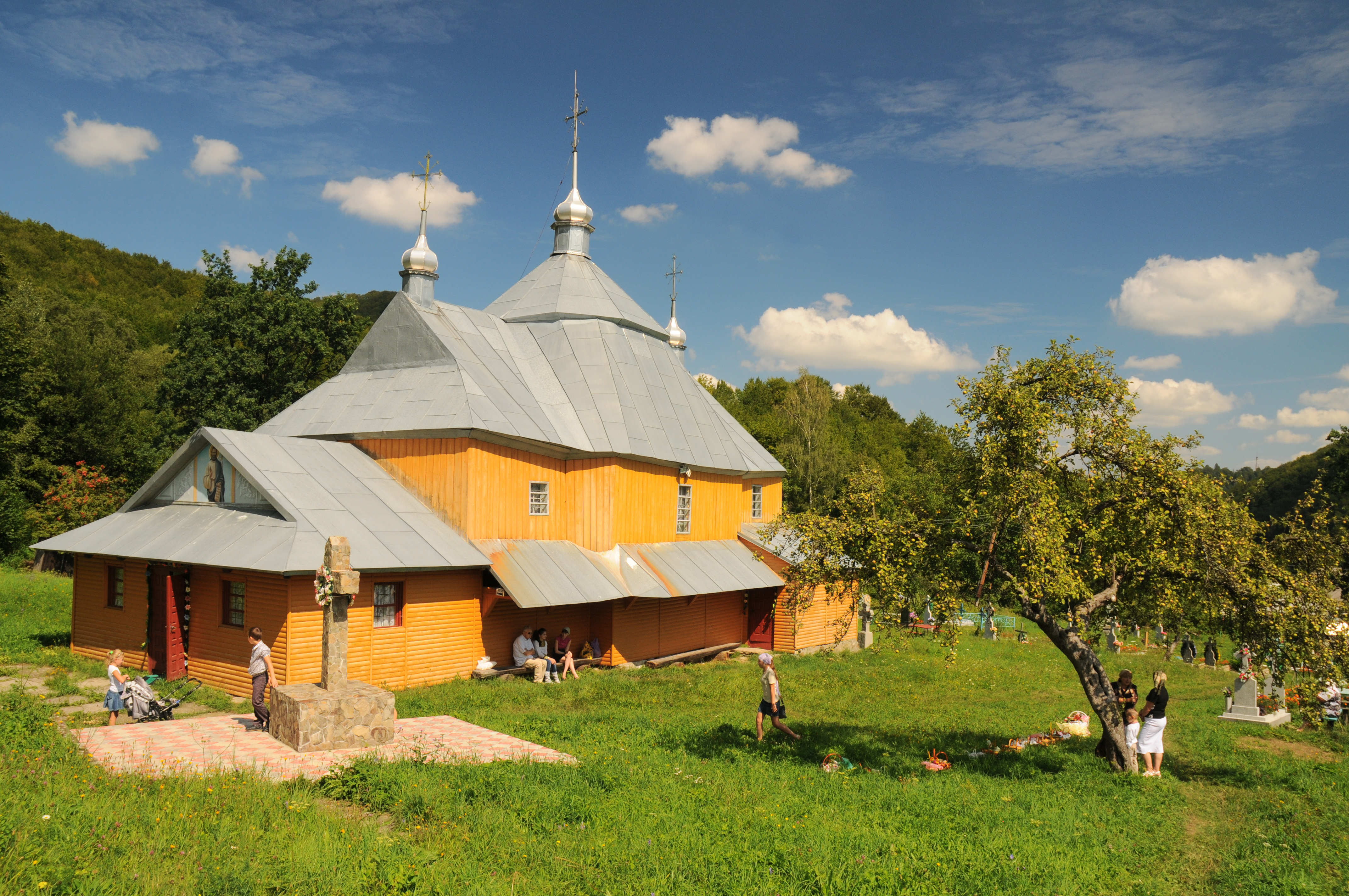
Ioann-Sotschawskyj-Holzkirche in Wyschenka

In dem erstmals im 18. Jahrhundert schriftlich erwähnten Huzulen-Dorf befinden sich zwei Holzkirchen: Die denkmalgeschützte Ioann-Sotschawskyj-Holzkirche im Huzulen-Stil aus dem Jahre 1792 sowie die hölzerne St-Nikolaus-Kirche von 1920.
Im späten 19. und frühen 20. Jahrhundert war das Dorf Ziel zahlreicher prominenter Persönlichkeiten der ukrainischen Kultur. Darunter Iwan Franko, Lessja Ukrajinka, Jurij Fedkowytsch, Olha Kobyljanska, Wassyl Stefanyk und Marko Tscheremschyna. Heute ist das Dorf Zentrum des grünen Tourismus in der Bukowina und ein touristischer Schwerpunkt der Region.

## Geografische Lage
Die Ortschaft liegt in den Waldkarpaten im Tal der Wyschenka (Виженка), einem etwa 16 km langen, rechten Nebenfluss des Tscheremosch.
Das Gemeinde- und Rajonzentrum Wyschnyzja liegt 6 km nördlich und das Oblastzentrum Czernowitz 77 km östlich von Wyschenka.
Durch das Dorf verläuft die Straße zum 586,3 m hoch gelegenen Nimtschytsch-Pass.
Am 16. September 2016 wurde das Dorf ein Teil der neu gegründeten Stadtgemeinde Wyschnyzja im Rajon Wyschnyzja, bis dahin bildete es die Landratsgemeinde Wyschenka (Виженська сільська рада/Wyschenska silska rada) im Nordwesten des Rajons.